# Pappnase

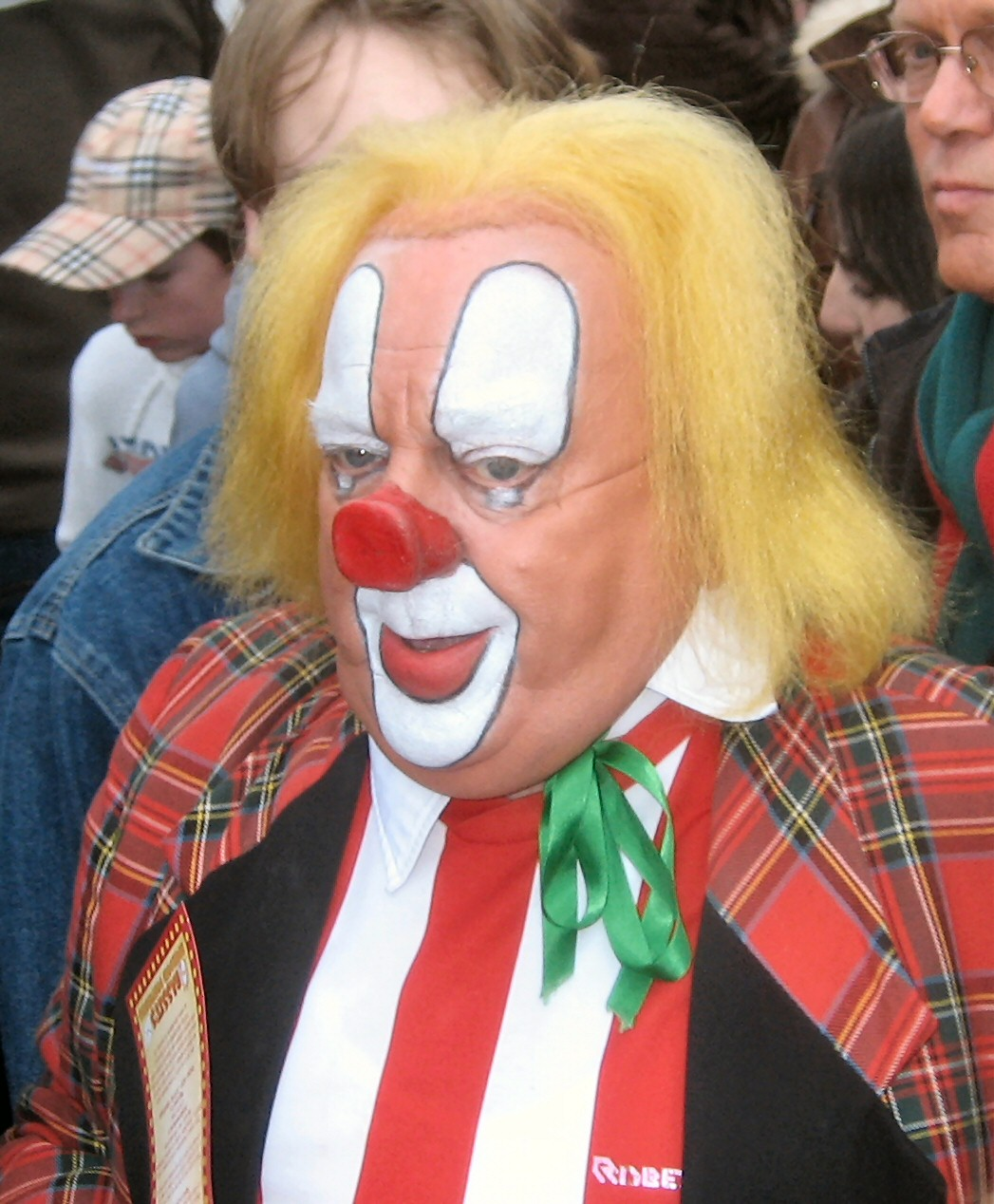
Clown mit Pappnase

Die Pappnase (auch Clownsnase) ist ein weltweit bekanntes Verkleidungsutensil für Spaßmacher und Clowns, besonders im Karneval. Sie wird über die Nase gesteckt und überzeichnet auf diese Weise das Kopfprofil bzw. die Gesichtszüge. Die klassische Pappnase ist aus Pappmaché, rot gefärbt und wird mit einem Gummiband hinter den Ohren oder auch an der Narrenkappe befestigt. Moderne Pappnasen werden aus Kunststoff und Schaumstoff gefertigt. Es gibt aber auch Pappnasen aus Holz, Metall oder Leder; und bisweilen sind sie nicht rot, sondern grün, blau, golden oder silbern. 

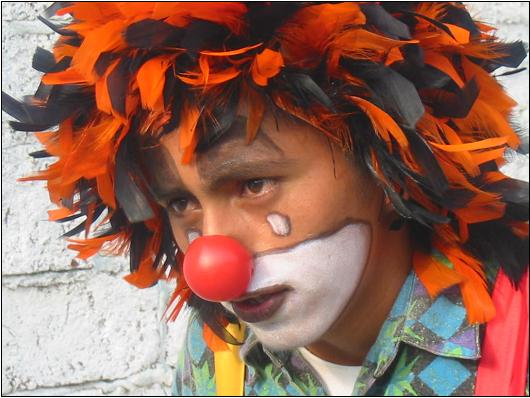
Ausführung aus Kunststoff

Daneben wird der Begriff Pappnase im allgemeinen Sprachgebrauch auch als liebevolle Persiflierung von Personen mit offensichtlichen oder vermuteten Unzulänglichkeiten verwendet („Du Pappnase“). 
Im Kölner Karneval 2006 galt als dreideutiges Motto: Habemus Pappnas. Es wurde in Anspielung auf die Papstwahl Joseph Ratzingers von „Habemus Papam“ abgeleitet und verdeutlichte in der „Pappnas“ zugleich die freie Religionskritikfähigkeit des Karnevals. Verschiedentlich stieß es aber auch auf Kritik, dass die Kölner Jecken den neugewählten Papst als Pappnase bezeichneten. 
Eine besondere Form der Pappnase wird in dem Film Ödipussi von Loriot vorgestellt: Ein Mitglied des „Vereins zur Integration der Begriffe Umwelt und Karneval in die Frau“ legt eine graue Pappnase an, die mit den Begriffen „Frau“ und „Umwelt“ beschriftet ist. Von der Herrentoilette des Vereinslokales kommend trägt dieser Herr die Pappnase auf der Stirn, als er einen bürgerlich gekleideten Jugendlichen mit Punkerfrisur zurechtweist.
Im südbadischen Raum ist die Pappnase auch als Flanny bekannt, im nordbadischen als Flunny.